# Rileya hegeli
Rileya hegeli är en stekelart som beskrevs av Girault 1916. Rileya hegeli ingår i släktet Rileya och familjen kragglanssteklar. Inga underarter finns listade i Catalogue of Life.